# Cambio direzione (Anthony)
Cambio direzione è il quinto album del cantante napoletano Anthony, pubblicato nel 2008.

## Tracce
1. Nu milione e vase
2. Salvalo st'ammore
3. Un Incantesimo
4. Auguri amore mio
5. O core fà bum bum
6. Tiene sempe l'uocchie 'nfuse
7. Era solo un gioco
8. C'è ancora lui
9. Nun pazzià
10. Na guagliona facile
11. A vita è à libertà